# Тилафуші
Тилафуші (мальд. ތިލަފުށި) — штучний острів в Індійському океані, адміністративно належить до атолу Каафу та знаходиться між безлюдними островами Гіраавару і Гуліфалу в атолі Північний Мале на Мальдівах. Спочатку створений в якості міського сміттєзвалища за 6,9 км на захід від Мале.

## Історія
До 1992 року Тилафуші був мілководною лагуною Тілафалу довжиною 7 км та шириною 200 м. В ході дискусій про вирішення проблеми утилізації сміття столиці Мале, 5 грудня 1991 було прийнято рішення про створення штучного острова на місці Тілафалу шляхом захоронення сміття. Перший вантаж сміття був спрямований на острів 7 січня 1992 року.
У перші роки освоєння в лагуні були викопані ємності для сміття, пісок був використаний для спорудження стін по периметру ємностей. Відходи з Мале складувалися у ємності, які потім засипалися поверху будівельним сміттям і вирівнювалися кораловим піском. Спочатку відходи не сортувалися.

## Індустріалізація
Нині Тилафуші має площу близько 0,43 км². У листопаді 1997 року було прийнято рішення про надання землі в оренду для промислових цілей. Протягом 10 років 54 орендарі взяли в оренду 0,11 км². Незабаром після цього було відновлено ще 0,2 км² суші (Тилафуші-2) за допомогою піску — для більш важких промислових споруд.
На даний час на острові діють суднобудівні підприємства, підприємства по упаковці цементу, бутилювання метану, а також різні складські приміщення.